# 安大略省政府
安大略省政府是加拿大安大略省的省级政府。广义上由省立法机关、省行政机关和省司法机关组成；狭义上特指省行政机关。

## 官方

### 君主
加拿大國王查理三世在安大略省級為以安大略省為權利主體的國王（the King in Right of Ontario）。作為英聯邦王國，加拿大與英聯邦內的其他14個獨立國家共戴一君。在加拿大，君主代表聯邦政府及10個省單獨行使權力。聯邦的君主制及各省的君主制各自獨立，互不干涉。

### 省督
安大略省官方的權力屬於安大略省君主，但下放予安大略省省督行使。省長及行政會議的建議通常具有約束力；《1867年憲法法令》規定行政權力只能「由行政會議並在行政會議的建議下」行使。

## 立法机关
安大略省議會是安大略省的立法机关，负责加拿大宪法和其他法律规定的属于本省管辖范围内的立法工作，监督本省行政机关等事务。

## 行政机关

### 省行政会议（内阁）
省行政会议（内阁）由省长、省行政机关各组成部门主管（各厅厅长）及其他必要人员组成。内阁成员由省长向省督建议，由省督任命；内阁成员通常为省议会议员。
本届省行政会议现时组成人员共29人。

### 省行政机关的组成部门
现时省行政机关的组成部门共有24个。
- 安大略省內閣辦公廳
- 安大略省农业、食品和农村事务厅
- 安大略省律政廳
- 安大略省儿童、社区和社会服务厅
- 安大略省学院和大学厅（高等教育厅）
- 安大略省经济发展、就业保障和贸易厅
- 安大略省教育厅
- 安大略省能源、北部开发和矿业厅
- 安大略省环境保护和公园厅
- 安大略省财政厅
- 安大略省法语事务厅
- 安大略省政府和消费者服务厅
- 安大略省卫生厅
- 安大略省遗产、体育、旅游和文化产业厅
- 安大略省原住民事务厅
- 安大略省基础设施厅
- 安大略省政府事务厅
- 安大略省劳工、训练和技能开发厅
- 安大略省长期护理厅
- 安大略省市政事务和住房厅
- 安大略省自然资源和林业厅
- 安大略省老年人和无障碍化厅
- 安大略省法務廳
- 安大略省交通厅
- 安大略省省国库委员会秘书处

### 省特别办公室
由省长直接设置，由一名省内阁成员兼任主管的特别办公室。
- 安大略省女性议题办公室

### 省属局和委员会
现时共有直管、半独立和独立运作的省属局170个；社区组织、委员会及其它机构360个。

## 司法机关
安大略省的最高法院为安大略省高等法院，省上诉法院为安大略省上诉法院。